# Енциклопедія української діяспори
Енциклопедія української діяспори (ЕУД) — галузевий енциклопедичний довідник з минулого і сучасного українців, що проживають поза межами України. Видана Науковим Товариством імені Шевченка і Національною академією наук України.
Першим було видано 4-ий том 1995 року.
Під поняттям «українська діаспора» в енциклопедії з практичних міркувань йдеться не тільки про вихідців з українських земель та їхніх нащадків, розпорошених по різних країнах і континентах в результаті еміграції, але й про етнічних українців, що живуть на корінних українських землях поза Україною.

## Томи

Том 1-й. США, книги 1-3, 2009—2018 роки

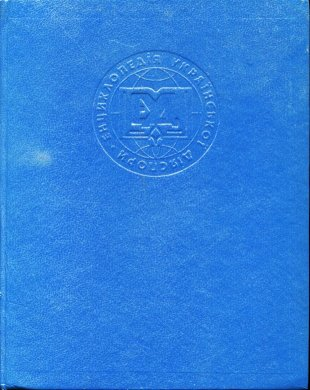
Том 4-й. Австралія, Азія, Африка, 1995 рік

Енциклопедія складається з семи томів:
- Енциклопедія Української Діяспори : [у 7 т.] / гол. ред. Василь Маркусь ; Наукове Товариство ім. Шевченка, Національна академія наук України. — К. : ІНТЕЛ, 2009—. — Т. 1 : Сполучені Штати Америки [у 4 книгах]. — впродовж 2009—2018 років були видані основні три книги + четверта книга адендумів та еррати у процесі написання.
- Енциклопедія Української Діяспори : [у 7 т.] / гол. ред. Василь Маркусь ; Наукове Товариство ім. Шевченка, Національна академія наук України. — К. : ІНТЕЛ. — Т. 2 : Канада. — не була видана.
- Енциклопедія Української Діяспори : [у 7 т.] / гол. ред. Василь Маркусь ; Наукове Товариство ім. Шевченка, Національна академія наук України. — К. : ІНТЕЛ. — Т. 3 : Південна Америка. — не була видана.
- Енциклопедія Української Діяспори : [у 7 т.] / гол. ред. Василь Маркусь ; Наукове Товариство ім. Шевченка, Національна академія наук України. — К. : ІНТЕЛ, 1995. — Т. 4 : Австралія — Азія — Африка. — 250 с. — 10 000 прим. — ISBN 978-5-7702-1069-9. — OCLC 35706424 [Архівовано 13 березня 2016 у Wayback Machine.]
- Енциклопедія Української Діяспори : [у 7 т.] / гол. ред. Василь Маркусь ; Наукове Товариство ім. Шевченка, Національна академія наук України. — К. : ІНТЕЛ. — Т. 5 : Західна Європа. — не була видана.
- Енциклопедія Української Діяспори : [у 7 т.] / гол. ред. Василь Маркусь ; Наукове Товариство ім. Шевченка, Національна академія наук України. — К. : ІНТЕЛ. — Т. 6 : Середньо-Східна Європа. — не була видана.
- Енциклопедія Української Діяспори : [у 7 т.] / гол. ред. Василь Маркусь ; Наукове Товариство ім. Шевченка, Національна академія наук України. — К. : ІНТЕЛ. — Т. 7 : Країни колишнього СРСР. — не була видана, але матеріали до нього були видані у 2013 році НАН України[1].